# 陶弘房
陶 弘房（すえ ひろふさ）は、室町時代後期の武将。大内氏の重臣。

## 生涯
大内氏の一族であり、周防守護代職を務めた陶盛政の次男として生まれる。
長禄1年（1457年）同族の右田弘篤が出征中に死去し子がなかったため、大内教弘の命令によりその跡を継ぎ右田中務五郎と称した。
寛正6年（1465年）8月26日に兄の弘正が21歳で討死したため、11月1日大内政弘の許しをもらい陶家に戻って家督を相続、陶中務少輔と名乗った。また後に越前守と名乗る。
応仁2年（1468年）に、大内政弘に従い上京する。
応仁2年（1468年）、応仁の乱の最大の激戦となった京都相国寺の戦いで討死した。家督は嫡男の弘護が継いだ。
弘房没後の延徳4年（1492年）、妻（法名、華谷妙栄）が夫の菩提を弔うため、実家の周防国吉敷郡仁保荘小高野（現在の山口県山口市仁保地区）に安養寺を建立した。安養寺は明応元年（1492年）に弘房の持仏である薬師如来の仏像を本尊として保寧山瑠璃光寺と名前を変え、後に現在地に移転している。